# Горельников, Яков Вениаминович
Яков Вениаминович Горельников (8 ноября 1947, Семипалатинск — 18 сентября 2022, Семей) — советский и казахстанский актёр театра, театральный и общественный деятель, заслуженный деятель Казахстана.
Директор государственного Русского драматического театра им. Ф. М. Достоевского (1982—2022).

## Биография
Родился 8 ноября 1947 года в городе Семипалатинске.
С 1966 по 1970 год учился в Новосибирском театральном училище (очное отделение) и на историко-педагогическом факультете Новосибирского института (заочно).
С 1970 года — актёр государственного Русского драматического театра им. Ф. М. Достоевского.
В 1982 году по предложению коллектива театра занял должность директора театра.
С 1994 по 1995 год — депутат Верховного Совета Казахстана XIII созыва.
Активный общественный деятель. Неоднократно избирался депутатом городского совета (1993). Член Ассамблеи народа Казахстана ВКО, член коллегии Восточно-Казахстанского областного управления культуры, работал в аппарате Министерства культуры.
Скончался 18 сентября 2022 года.

## Награды и звания
- Награждён почётной грамотой Верховного Совета Казахской ССР;
- Награждён благодарственным письмом и нагрудным знаком Первого Президента Республики Казахстан;
- Указом Президента Республики Казахстан награждён почётным званием «Қазақстанның еңбек сіңірген қайраткері» (заслуженный деятель Республики Казахстан);
- Нагрудный знак Министерства культуры Республики Казахстан «Мәдениет қайраткері»;
- Указом Президента Республики Казахстан награждён орденом «Достык» II степени за большой вклад в театральное искусство и активную общественную деятельность (12 декабря 2012 года);[2][3]
- Медаль «10 лет независимости Республики Казахстан» (2001);
- Медаль «10 лет Конституции Республики Казахстан» (2005);
- Медаль «10 лет Парламенту Республики Казахстан» (2006);
- Медаль «20 лет независимости Республики Казахстан» (2011);
- Медаль «25 лет независимости Республики Казахстан» (2016);
- Медаль «Ветеран труда» (Казахстан) (2017);
- Медаль федерации профсоюзов Республики Казахстана «Кәсіподаққа сіңірген еңбегі үшін» (За заслуги в профсоюзе 2018);
- Медаль «25 лет Конституции Республики Казахстан» (2020);